# IEEE-ISTO
IEEE-ISTO (acrònim anglès d'IEEE Industry Standards and Technology Organization) és una federació sense ànim de lucre d'aliances industrials, consorcis i grups comercials. Formada l'any 1999, ISTO té una afiliació a l'Institut d'Enginyers Elèctrics i Electrònics, tot i que és una entitat legal i autònoma separada constituïda a l'estat de Delaware, EUA.
ISTO ofereix a les associacions industrials, grups comercials i consorcis un mitjà per formar organitzacions tècniques, i un vehicle per desenvolupar especificacions, promoure tecnologies i obtenir acceptació del mercat. ISTO treballa amb startups col·lectives i entitats establertes per proporcionar la infraestructura legal i el suport operatiu i les eines necessàries per assolir objectius específics.
Mitjançant la contractació d'adhesió a la federació ISTO, les aliances i altres startups col·lectives poden constituir una entitat col·lectiva legal i autònoma sense ànim de lucre. La infraestructura legal de l'ISTO descarrega de les aliances membres les obligacions anuals de cobertura d'assegurances de l'entitat, auditories financeres anuals i declaracions fiscals anuals. Diàriament, ISTO proporciona suport operatiu als seus programes membres.
El personal ofereix assessorament sobre la gestió de programes estratègics i tàctics, ISTO ha cooperat amb més de 50 aliances de la indústria i grups comercials i ha treballat en aquestes tecnologies:
- Interfícies de telecomunicacions/mòbil.
- Internet de les coses.
- Informàtica d'alt rendiment.
- Càrrega d'energia sense fil.
- Optimització de xarxes de centres de dades.
- Tecnologia Blockchain.
- eSalut.
- Resposta de veu integrada.
- Automatització del disseny electrònic (EDA).
- Il·luminació.
- Ciutats intel·ligents.